# Zizilivakan jezik
Zizilivakan jezik (àmzírív, fali of jilbu, ziliva, ziziliveken; ISO 639-3: ziz), jezik naroda Fali of Jilbu, kojim govori 2 800 ljudi (2002) u kamerunskoj provinciji Far North, u blizini nigerijske granice, i nešto na području susjedne Nigerije. 
Pripada čadskoj skupini Biu-Mandara.

## Vanjske poveznice
- Ethnologue (14th)
- Ethnologue (15th)